# Allier (departement)
Allier je francouzský departement ležící v regionu Auvergne-Rhône-Alpes. Nazývá se podle řeky Allier. Hlavní město je Moulins.

## Geografie

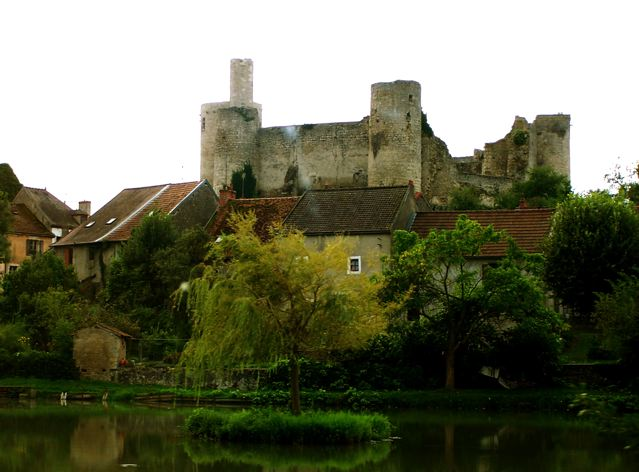
Hrad Billy

## Historie
Allier je jedním z 83 departementů vytvořených během Francouzské revoluce 4. března 1790 aplikací zákona z 22. prosince 1789.

## Nejvýznamnější města
- Montluçon (41.362)
- Vichy (26.528)
- Moulins (21.892)
- Cusset (13.385)
- Yzeure (12.696)

## Administrativní rozdělení
| Arrondissement | Počet obyvatel (1999) | Rozloha (km²) | Hustota zalidnění | Počet kantonů | Počet obcí |
| -------------- | --------------------- | ------------- | ----------------- | ------------- | ---------- |
| Montluçon      | 117.852               | 2.328         | 51                | 12            | 106        |
| Moulins        | 106.705               | 2.996         | 36                | 12            | 111        |
| Vichy          | 120.164               | 2.016         | 60                | 11            | 103        |